# 이스마엘 로
이스마엘 로(Ismaël Lô, 1956년 8월 30일 ~ )는 세네갈의 음악가이자 배우이다. 그는 1956년 8월 30일 니제르 도곤두치에서 세네갈인 아버지와 니제르인 어머니 사이에서 태어났다.
세네갈의 연주자의 90% 이상을 차지하는 그리오 계층 출신이 아닌 그는 어린 시절부터 식용유 캔으로 기타를 직접 만들어 연주를 시작했다.
포크, 소울, 음발락스, 레게 등을 접목한 그의 음악은 전 아프리카 대륙의 음악 대사 역할을 한다. 남아공에서 그의 노래 〈Dibi Dibi rek〉을 제 2의 국가로 인정한다고 한다.
2002년 프랑스 정부로부터 명예 기사 작위를 수여 받은 그는 현재 전 유럽, 아프리카에서 활발한 공연 활동을 펼치고 있다.
그느 월드 뮤직계에서 유수 은두르와 함께 가장 인기 있는 세네갈 출신 음악인으로 인정받고 있다.

## 생애
이스마엘 로는 태어난 직후에 가족들은 세네갈로 돌아와 수도 다카르 근처에 있는 루피스크 마을에 정착했고, 1970년대에 다카르의 예술 학교에서 공부했다.
그는 나중에 인기 그룹 슈퍼 다이아모노에 합류했지만, 1984년에 솔로 활동을 시작하기 위해 떠났다. 그 다음 4년 동안 로는 다섯개의 인기 있는 솔로 앨범을 녹음했다.
1990년에 로는 바클레이와의 음반 계약에 서명했고, 그의 일곱번째 솔로 앨범 〈Ismael Lo〉는 프랑스에서 녹음되었고, 그의 싱글 앨범 〈Tajabone〉의 성공 덕분에 이 앨범은 유럽 차트에서 히트를 쳤다.
이 음반은 로의 국제적인 경력을 시작했고 1994년에 기록되었고, 또한 성공했다. 이 앨범에는 부드러운 기타 선율의 멜로디와 전통적인 세네갈의 음발락스가 담겨 있다.
그 다음해에 로는 아프리카에서 투어를 했고, 1996년에 컴필레이션 앨범 《Jammu Africa》를 발매되었다.
로의 노래 중에 〈Without Blame〉라는 곡은 마리안 페이스풀과 듀엣을 했고, 〈Tajabone〉은 페드로 알모도바르의 영화 《내 어머니의 모든 것》을 담겨 있었다.
그리고 2002년에 그는 레지옹 도뇌르 훈장을 수여 받았다.

## 음반 목록

### 정규 음반
- 1981년 Gor Sayina
- 1984년 Xalat
- 1986년 Xiif
- 1986년 Natt
- 1988년 Diawar
- 1990년 Wadiour
- 1990년 Ismael Lo
- 1994년 Iso
- 2001년 Dabah
- 2006년 Sénégal

### 싱글 음반
- 1994년 Rero
- 2006년 Africa Nossa (with 세자리아 에보라)

### 컴필레이션 음반
- 1996년 Jammu Africa

### 뮤직 비디오
| 년도 | 비디오                              |
| ---- | ----------------------------------- |
| 1994 | Rero                                |
| 2006 | Africa Nossa (with 세자리아 에보라) |